# Abdulqadir Hassan
Abdulqadir Hassan Mohamed (arabe : عبدالقادر حسن محمد) (né le 15 avril 1962 dans les États de la Trêve, aujourd'hui aux Émirats arabes unis) est un joueur de football international émirati, qui évoluait au poste de gardien de but.

## Biographie

### Carrière en sélection
Avec l'équipe des Émirats arabes unis, il joue entre 1984 et 1990. Il figure notamment dans le groupe des sélectionnés lors de la Coupe du monde de 1990.
Il dispute également la Coupe d'Asie des nations de 1984.